# Cueva de la Vieja
La 'Cueva de la Vieja és un jaciment arqueològic al municipi d'Alpera (província d'Albacete, Espanya). Es tracta del primer jaciment amb art rupestre prehistòric post-paleolític amb Art Llevantí) i Art Esquemàtic descobert a Albacete i, en el cas de l'Art Llevantí, el primer de tota Castella-La Manxa. Trobat art l'any 1910 pel mestre Pascual Serrano Gómez, fou declarada Monument Històric Artístic l'any 1924, bé d'interès cultural per la llei del patrimoni espanyol (1985) i Patrimoni de la Humanitat per la UNESCO l'any 1998.
Aquest jaciment és un exemple paradigmàtic d'Art Llevantí, expressió creencial dels últims caçadors-recol·lectors epipaleolítics que van poblar les serres alperinas entre els anys 10.000 i 6.000 anys abans del present. Aquesta expressió plàstica, exclusivament pictòrica, figurativa, monocroma, amb un procediment tècnic molt singular aconseguint el característic traç de ploma llevantí, conserva -en la qual ha estat qualificada popularment com "una cova de luxe" - més de 170 motius pintats, en una notòria diversitat de mides i d'opcions: 33 arquers, 13 figures humanes i 2, potser 3, representacions femeniles, a més d'arcs, fletxes, bosses, etc. Entre la fauna pintada cal destacar: 15 cérvols, 10 cabres, 5 bous, 1 cavall, 6 carnívors i diversos quadrúpedes d'espècie no necessita. En definitiva, tots els elements essencials de la iconografia del Llevantí.
També es conserva en aquest abric un grup de 37 motius abstractes: barres, geomètrics complexos, màcules, etc, com a expressió creencial dels grups productors neolítics, que corresponen al denominat convencionalment com Art Esquemàtic, i la cronologia se situa entre 6.500 i 3.200 anys abans del present. La Cova de la Vella no està aïllada i cal destacar en terme d'Alpera la Cova del Formatge i els Carasoles del Bosc I i II. En altres termes mereixen esmentar-se: l'estació del Barranc de Cabezo Moro i Olula, a Almansa; Cova de Tortosilla, Cova del Rei Moro, Abric prop de la Cova Negra també conegut com a Abric Pere Mas i l'Sordo (Ayora, València). (Fonts: Associació Catalana d'Art Prehistòric ACAP).